# Standard modell

Az elemi részecskék standard modellje

A részecskefizika standard modellje (gyakran magyarban is nagy kezdőbetűkkel írják: Standard Modell (SM), ejtsd sztenderd modell) az elektromágneses, a gyenge és erős kölcsönhatást, valamint az alapvető elemi részecskéket leíró kvantumtérelmélet. Összhangban van a kvantummechanikával és a speciális relativitáselmélettel. Majdnem minden kísérleti teszt igazolja jóslatait, a korábbi kivételek legjelentősebbikét, a Higgs-bozon létezését már igazolták. A modell közvetlen előzményei és részei az elektrogyenge kölcsönhatások modellje (Glashow–Weinberg–Salam-modell) és az erős kölcsönhatások elmélete, a kvantum-színdinamika (QCD).

## A standard modell

### Részecsketípusai

Az elemi részecskék kölcsönhatásainak egyszerűsített ábrázolása a standard modell szerint

A modell alapvető részecskéi között vannak egyrészt az anyagot felépítő ún. anyagi részecskék. Ezek mind feles spinűek, azaz fermionok. A kvarkok és leptonok tartoznak ide. A fermionokra érvényes Pauli-elv miatt nem omlik össze egy anyaghalmaz, hanem kénytelen egy bizonyos térfogatot kitölteni. A kvarkok az erős és elektrogyenge kölcsönhatásban is részt vesznek, míg a leptonok csak az elektrogyengében.
A másik típusú részecskék a – kölcsönhatásokat – közvetítő részecskék. Az elektrogyenge kölcsönhatást közvetítő foton, két W-bozon, és a Z-bozon valamint az erős kölcsönhatást közvetítő gluonok tartoznak ide. Ezek mind egyes spinűek, azaz bozonok, spinjük miatt vektorbozonoknak is mondjuk őket. Bozonokra nincs Pauli-kizárás, ezek közül akárhány lehet azonos kvantumállapotban, ami nagyon sok bozonnal nagyon kifinomult kölcsönhatást tesz lehetővé.
A harmadik típusú részecske a már kísérletileg is igazolt nulla spinű Higgs-bozon, amiből a standard modellben egy van, de a kiterjesztett elméletekben több. A Higgs-bozon az önmagával és a többi részecskével való kölcsönhatásaival tömeget „kölcsönöz” az anyagi részecskéknek és a közvetítő részecskék egy részének.

### Szimmetriája és sérülése
A modell egy mértékelmélet, amelynek a Lagrange-függvénye tehát lokálisan invariáns egy mértékcsoport transzformációival szemben. A mértékcsoport esetünkben az SU(3)×SU(2)×U(1). A közvetítő bozonokat a modell mértékterei írják le, ezért őket mértékbozonoknak is hívjuk. A mértékterek a klasszikus elektrodinamika (skalár- és vektor)potenciáltereinek kvantumtérelméleti megfelelői.
A Higgs-bozon nélkül azonban a standard modell, ami az említett mértékcsoporttal szemben mértékinvariáns, nem nyújtaná reális leírását a világnak. A mértékinvariancia fenntartása esetén ugyanis a modell részecskéinek nem lehetne tömegük, márpedig az elemi részecskék többségének van tömege. Ha ezeket a tömegeket kézzel beletennénk a Lagrange-függvénybe – amiből a hatáselv segítségével a mozgásegyenletek származtathatók – akkor ezzel nemcsak a mértékinvarianciát rontanánk el – amit el is kell rontanunk, hiszen az SU(2)-szimmetria a világnak szemmel láthatóan nem egzakt szimmetriája, hanem egy fontos elvi problémába is ütköznénk. Az elmélet nem lenne renormálható, azaz a számítások közben fellépő végtelen mennyiségeket nem lehetne konzisztens módon eltávolítani hozzárendelve őket véges számú fizikai mennyiséghez – például töltés –, mintegy „lenyeletve” őket velük.
Ennek orvoslására találta ki Peter Higgs még a standard modell felépítése előtt a Higgs-mechanizmust, ami egy mértékinvariáns skalártér nem mértékinvariáns alapállapotán keresztül spontán sérti a mértékinvarianciát. Esetünkben csak egy részét, az alapállapot ugyanis mértékinvariáns marad egy SU(3)×U(1) mértékcsoporttal szemben, azaz csak a gyenge kölcsönhatás mértékinvarianciája sérül, alacsony energián, azon, amelyen mi is látjuk a világot. Nagy energiájú folyamatoknál a szimmetria kezd helyreállni. A sértés előtti és utáni U(1) szimmetria egyébként nem ugyanaz az U(1), előtte a hipertöltéshez, utána az elektromos töltéshez kapcsolódó szimmetriáról van szó. Valójában tehát nem az SU(2) sérül a semmire, hanem az SU(2)×U(1) szimmetria egy másik U(1)-re.
A Higgs-mechanizmuson keresztül a sértett szimmetriához tartozó mértékbozonok és a hozzá tartozó kölcsönhatásban részt vevő anyagi részecskék tömeget nyernek a Higgs-bozon belső átrendeződése folytán. Elveszíti ugyanis három szabadsági fokát az eredeti négy közül, s ez a három csatlakozik a sértett gyenge kölcsönhatás így tömeget nyerő három mértékbozonjához.

### Részecskecsaládok
Az anyagi részecskéket három családba rendezhetjük, mindegyikbe a hat-hatféle kvarkból (kvarkízből) ill. leptonból (leptonízből) kettő-kettőt téve (ld. a táblázatot). A LEP kísérleteinek sikerült 1989-ben bebizonyítaniuk, hogy csak három család létezik. Ezt a Z-bozon szélességének mérésével érték el. A standard modell nem nyújt azonban elméleti magyarázatot arra, miért van ez így. Erre a nagy egyesített elmélettől várunk magyarázatot. Anyagi világunk túlnyomó többségét az első család fermionjai építik fel.

### Táblázat
| 1. család | 1. család                        | 1. család         | 1. család                    | 1. család      | 1. család   | 1. család                           | 1. család   |
| Fermion (Balkezes) | Jelölés                          | Elektromos töltés | Gyenge töltés*               | Gyenge izospin | Hipertöltés | Színtöltés*                         | Tömeg**     |
| --- | -------------------------------- | ----------------- | ---------------------------- | -------------- | ----------- | ----------------------------------- | ----------- |
| Elektron | {\displaystyle e}                | −1                | {\displaystyle \mathbf {2} } | −1/2           | −1/2        | {\displaystyle \mathbf {1} }        | 0.511 MeV   |
| Elektron-neutrínó | {\displaystyle \nu _{e}}         | 0                 | {\displaystyle \mathbf {2} } | +1/2           | −1/2        | {\displaystyle \mathbf {1} }        | < 50 eV     |
| Pozitron | {\displaystyle e^{c}}            | +1                | {\displaystyle \mathbf {1} } | 0              | +1          | {\displaystyle \mathbf {1} }        | 0.511 MeV   |
| Elektron-antineutrínó | {\displaystyle \nu _{e}^{c}}     | 0                 | {\displaystyle \mathbf {1} } | 0              | 0           | {\displaystyle \mathbf {1} }        | < 50 eV     |
| Up kvark | {\displaystyle u}                | +2/3              | {\displaystyle \mathbf {2} } | +1/2           | +1/6        | {\displaystyle \mathbf {3} }        | ~5 MeV ***  |
| Down kvark | {\displaystyle d}                | −1/3              | {\displaystyle \mathbf {2} } | −1/2           | +1/6        | {\displaystyle \mathbf {3} }        | ~10 MeV *** |
| Anti-up antikvark | {\displaystyle u^{c}}            | −2/3              | {\displaystyle \mathbf {1} } | 0              | −2/3        | {\displaystyle \mathbf {\bar {3}} } | ~5 MeV ***  |
| Anti-down antikvark | {\displaystyle d^{c}}            | +1/3              | {\displaystyle \mathbf {1} } | 0              | +1/3        | {\displaystyle \mathbf {\bar {3}} } | ~10 MeV *** |
| |                                  |                   |                              |                |             |                                     |             |
| 2. család |                                  |                   |                              |                |             |                                     |             |
| Fermion (balkezes) | jelölés                          | Elektromos töltés | Gyenge töltés*               | Gyenge izospin | Hipertöltés | Színtöltés*                         | Tömeg**     |
| Müon | {\displaystyle \mu }             | −1                | {\displaystyle \mathbf {2} } | −1/2           | −1/2        | {\displaystyle \mathbf {1} }        | 105.6 MeV   |
| Müon-neutrínó | {\displaystyle \nu _{\mu }}      | 0                 | {\displaystyle \mathbf {2} } | +1/2           | −1/2        | {\displaystyle \mathbf {1} }        | < 0.5 MeV   |
| Antimüon | {\displaystyle \mu ^{c}}         | +1                | {\displaystyle \mathbf {1} } | 0              | +1          | {\displaystyle \mathbf {1} }        | 105.6 MeV   |
| Müon-antineutrínó | {\displaystyle \nu _{\mu }^{c}}  | 0                 | {\displaystyle \mathbf {1} } | 0              | 0           | {\displaystyle \mathbf {1} }        | < 0.5 MeV   |
| Bájos kvark | {\displaystyle c}                | +2/3              | {\displaystyle \mathbf {2} } | +1/2           | +1/6        | {\displaystyle \mathbf {3} }        | ~1.5 GeV    |
| Ritka kvark | {\displaystyle s}                | −1/3              | {\displaystyle \mathbf {2} } | −1/2           | +1/6        | {\displaystyle \mathbf {3} }        | ~100 MeV    |
| Anti-bájos antikvark | {\displaystyle c^{c}}            | −2/3              | {\displaystyle \mathbf {1} } | 0              | −2/3        | {\displaystyle \mathbf {\bar {3}} } | ~1.5 GeV    |
| Anti-ritka antikvark | {\displaystyle s^{c}}            | +1/3              | {\displaystyle \mathbf {1} } | 0              | +1/3        | {\displaystyle \mathbf {\bar {3}} } | ~100 MeV    |
| |                                  |                   |                              |                |             |                                     |             |
| 3. család |                                  |                   |                              |                |             |                                     |             |
| Fermion (balkezes) | Jelölés                          | Elektromos töltés | Gyenge töltés*               | Gyenge izospin | Hipertöltés | Színtöltés*                         | Tömeg**     |
| Tau lepton | {\displaystyle \tau }            | −1                | {\displaystyle \mathbf {2} } | −1/2           | −1/2        | {\displaystyle \mathbf {1} }        | 1.784 GeV   |
| Tau-neutrínó | {\displaystyle \nu _{\tau }}     | 0                 | {\displaystyle \mathbf {2} } | +1/2           | −1/2        | {\displaystyle \mathbf {1} }        | < 70 MeV    |
| Anti-Tau | {\displaystyle \tau ^{c}}        | +1                | {\displaystyle \mathbf {1} } | 0              | +1          | {\displaystyle \mathbf {1} }        | 1.784 GeV   |
| Tau-antineutrínó | {\displaystyle \nu _{\tau }^{c}} | 0                 | {\displaystyle \mathbf {1} } | 0              | 0           | {\displaystyle \mathbf {1} }        | < 70 MeV    |
| Top kvark | {\displaystyle t}                | +2/3              | {\displaystyle \mathbf {2} } | +1/2           | +1/6        | {\displaystyle \mathbf {3} }        | 173 GeV     |
| Bottom kvark | {\displaystyle b}                | −1/3              | {\displaystyle \mathbf {2} } | −1/2           | +1/6        | {\displaystyle \mathbf {3} }        | ~4.7 GeV    |
| Anti-top antikvark | {\displaystyle t^{c}}            | −2/3              | {\displaystyle \mathbf {1} } | 0              | −2/3        | {\displaystyle \mathbf {\bar {3}} } | 173 GeV     |
| Anti-bottom antikvark | {\displaystyle b^{c}}            | +1/3              | {\displaystyle \mathbf {1} } | 0              | +1/3        | {\displaystyle \mathbf {\bar {3}} } | ~4.7 GeV    |
| * – Ezek nem közönséges abeli töltések, amelyek összeadhatók egymással, hanem Lie-csoportok csoportreprezentációinak címkéi. ** – A tömeg valójában a balkezes és jobbkezes fermionok közötti csatolás. Például az elektron tömege valójában a balkezes elektron és a jobbkezes elektron – ami a balkezes pozitron antirészecskéje – közötti csatolás. A neutrinók viszont nagy keveredést tanúsítanak a tömegcsatolásuk során az egyes ízek között, úgyhogy nem pontos dolog ízbázison neutrínó tömegről beszélni, vagy azt sugallni, hogy a balkezes és jobbekezes neutrínónak ugyanaz a tömege, mint ez a táblázat is teszi. *** – Amit valójában mérünk, az a hadronok tömege, valamint számos hatáskeresztmetszet. Mivel a kvarkok nem elkülöníthetők a kvarkbezárás miatt, az itt levő értékről feltesszük, hogy az a kvark tömege a QCD renormálási skálájánál (fázisátmenet). Ezen érték kiszámításához rács mértékelméleti számításokat kell végezni a hadronspektrum meghatározásához, kipróbálva számos tömegértéket, amíg a modell nem ad a kísérleti adatokhoz közeli értékeket. Mivel az első család kvarkjai jelentősen a QCD-skála alatt vannak, a bizonytalanságok meglehetősen nagyok. Történetesen a legutóbbi rács-QCD számítások a táblázatban foglaltaknál jelentősen kisebb értékeket adnak. |                                  |                   |                              |                |             |                                     |             |

## Előrejelzések és tesztjeik
A standard modell megjósolta a W- és Z-bozonok, a gluonok, a top kvark és a charm kvark létezését mielőtt felfedezték volna azokat. Azok a paramétereik, melyeket előre tudtak jelezni nagyon jól egyeztek a kísérletileg mért értékekkel.
A CERN nagy elektron-pozitron ütköztetőgyűrűje több előrejelzést vizsgált a Z-bozon bomlásával kapcsolatban, és egyezőnek találta azokat.
Pár adatot olvashatunk alább arról, hogy milyen számszerű értékeket jelzett előre a modell, és milyen értékeket mértek később:
| Mennyiség     | Mért érték (GeV) | SM jóslat (GeV) |
| ------------- | ---------------- | --------------- |
| W-bozon tömeg | 80,4120±0,0420   | 80,3900±0,0180  |
| Z-bozon tömeg | 91,1874±0,0021   | 91,1874±0,0021  |

## Feynman-diagramok
A kölcsönhatásokat Feynman-diagramon, vagy ennek matematikai modelljén, Feynman-gráfon szokták ábrázolni. A részecskéket különböző vonalak jelképezik, és a vonalak találkozása egy kölcsönhatást jelöl. A fermionokat egyenesek, a gluonokat rugósszerű vonalak, bozonokat hullámvonalak jelölik.

## A standard modell hiányosságai
A standard modell nem tartalmazza a részecskék világában kis jelentőségű gravitációt és nem egyesíti az erős kölcsönhatást sem az elektrogyenge kölcsönhatással, amilyen módon az elektrogyenge elmélet egyesíti az elektromágneses kölcsönhatást és a gyenge kölcsönhatást. A standard modell nem képes számot adni az elméletben szereplő 19 (!) szabad paraméter értékéről (részecsketömegek, keverési szögek, csatolási erősségek). A standard modell komplikációi számos problémába csoportosíthatók:
- 1. mértékprobléma: A standard modell három mértékcsoport direkt szorzata, amelyek közül csak az elektrogyenge rész paritássértő. A modell tartalmazza, de nem magyarázza az elektromos töltés kvantáltságát (ez nagyon fontos az atomok semlegessége szempontjából). Megoldást jelenthet többek között a nagy egyesített elmélet (GUT) vagy a mágneses monopólusok létezése.

- 2. fermionprobléma: A közönséges földi anyagok az első családból megkonstruálhatók. Nem tudjuk, miért van három család, amelyek közül a másik kettő az elsőnek nehéz másolata. Nem ad magyarázatot a fermionok tömegére, amelyek ráadásul öt nagyságrendi különbségen belül szórnak. Megoldást jelenthetnek összetett fermionok, családszimmetriák, extra téridő dimenziók, például szuperhúrok.

- 3. Higgs/hierarchia-probléma: A standard modell egy Higgs-bozont tartalmaz – amit 2012, július 4-én jelentettek be, hogy sikerült ki is mutatni – a W-,Z- és fermiontömegek generálása céljából. A Higgs-bozon tömege nem lehet túl nagy (elméleti megfontolások és a kísérleti eredmények alapján <1 TeV), mert különben túl erős lenne az önkölcsönhatása (A 2012, júl. 4-én bejelentett érték 125-126 GeV). A magasabb rendbeli számolások viszont divergens járulékot adnak a tömegéhez, és a végtelen értéket csak úgy lehet elkerülni, ha történik valami magasabb energiákon, azaz valami új elmélet kezd érvényessé válni. Ilyenek lehetnek a nagy egyesített elméletek, de ez 1014 GeV nagyságú Higgs-tömeghez vezetne, vagy a gravitáció belépése, ami viszont a Planck-tömeg (1019 GeV) nagyságúhoz, azaz 1 TeV-nél jóval nagyobbakhoz. Megoldást összetett W- és Z-bozonok (de ezzel eldobnánk a rendkívül sikeres SU(2)×U(1) elektrogyenge elméletet), Higgs-bozon helyett fermion kötött állapotok, a technicolor vagy összetett Higgs-részecskék jelenthetnének. A talán legnépszerűbb megoldást a szuperszimmetria létezése jelentené.

- 4. erős CP-probléma: A standard modellbe bevezethető egy P-, T- és CP-sértő tag, ami a neutronnak elektromos dipólmomentumot adna. Ennek létező kísérleti limitjei viszont a bevezetendő tag együtthatója 10−10 nagyságrendű lenne. Ez a kis szám nem érthető, ahogy általában a sok nagyságrenddel eltérő paraméterek nem elfogadhatóak. A megoldást a CP-sértés jelenlegi explicit mechanizmusa helyett például egy spontán sértett extra U(1) szimmetria bevezetése jelenthetné, ami viszont egy új részecske, az axion megjelenésével járna.

- 5. gravitonprobléma: a gravitáció kívül esik a standard modellen és az általános relativitáselméletet – ami nem kvantumelmélet – nem is lehet a többi kölcsönhatás elmélete módjára kvantumtérelméletté tenni. Egy másik probléma a kozmológiai állandóé. Ez a vákuum energiájának tekinthető, aminek értéke a spontán szimmetriasértés során a megfigyelhető értéknél 50 nagyságrenddel nagyobb korrekció során alakul ki, ami nyilvánvalóan elfogadhatatlan. A megoldást itt Kaluza-Klein-modellek, szupergravitáció, sokdimenziós szupermembrán-elméletek felé keresik.

- 6. neutrínóprobléma vagy napneutrínó-probléma: az érvényes napmodellekhez képest a Földre a Napból a vártnál jóval kevesebb neutrínó érkezik, mintha a Nap energiatermelése az észleltnél jóval kisebb lenne, vagy valami történne a neutrínókkal útközben. A jelenlegi földi kísérletek az elektron-neutrínókat tudják érzékelni, azaz például ha ezek müon-neutrínókká tudnak átalakulni ún. neutrínóoszcilláció során, akkor magyarázni tudjuk a hiányt. Ehhez a standard modellel ellentétben a neutrínóknak tömeggel kell rendelkezniük. 1998-ban erre a Super-Kamiokande kísérlet bizonyítékot talált, s emiatt újabb 10 paramétert kell bevezetni a standard modellbe.

- 7. csatolási állandók problémája: a három kölcsönhatás csatolási állandói különbözőek, ami gátja az egyesítésnek, mert ahhoz egy univerzális csatolási állandóval kell rendelkezniük. Szerencsére a három csatolási állandó energiafüggő és 1015 GeV környékén értékük közel ugyanaz, ami azt jelzi, hogy ez a nagy egyesített elméletek skálája. Sajnos azonban nem egy, hanem három különböző pontban metszi egymást a három csatolási állandó, márpedig az egyesítéshez egy közös metszésponttal kellene rendelkezniük. A szuperszimmetrikus elméletek ezt a problémát megoldják.

- 8. sötét anyag problémája Az Univerzum anyagának többségét nem látjuk, csak a gravitációját érezzük. Mi lehet ez az anyag? Tömeges neutrínók? A legkönnyebb szuperszimmetrikus részecskék, amiket megmaradási törvény véd a bomlástól (R-paritás)? Valami egyéb?

## Külső hivatkozások
- Horváth Dezső: A Standard Modell: mi az, és mire jó? Archiválva 2013. március 20-i dátummal a Wayback Machine-ben, Természet Világa nagyenergiás fizika különszám, 2000
- Balogh Vilmos Szilárd: Hopsz, itt a Higgs - avagy mégsem? Fizikai Nobel-díj 2013, Mérleg, 2013, 188-204. o. ,
- Elena Symeonidou és Nick Tracas: Az elemi részecskék színgazdag világa Archiválva 2012. november 5-i dátummal a Wayback Machine-ben. Magyaríttott Flash prezentáció három játékkal (hadronépítés kvarkokból stb.)